# 蒙城县第八中学
蒙城县第八中学，简称蒙城八中，是安徽省亳州市的一所完全中学，为亳州市示范高中。

## 校史
蒙城八中创建于2002年。2012年7月，学校整体搬迁至原亳州师专蒙城校区。2014年8月，被批准为“亳州市示范高中”

## 现状
学校占地67980平方米，建筑面积36720平方米。现有在校学生4560人。在职教师214人，其中特级教师1人，高级职称38人，硕士研究生5人。

## 历任校长
- 杨超（2002.5—2010.8）
- 张华（2010.8—2014.9）
- 白云峰（2014.9—今）